# Берни (Тасмания)
Бе́рни (англ. Burnie) — портовый город на северо-западе Тасмании (Австралия). Берни вместе с городом Девонпорт считаются основными региональными центрами северо-западной части Тасмании.

## География
Берни расположен в западной части северного побережья острова Тасмания, на берегу Бассова пролива, который отделяет Тасманию от континентальной Австралии. Обычно в границы города Берни включается соседний посёлок Сомерсет.
Порт Берни расположен на небольшом заливе Эму (Emu Bay). Немного восточнее порта в залив впадает одноимённая река Эму.

## История
Первое поселение на месте современного города Берни возникло в 1827 году под названием Эму-Бей (англ. Emu Bay). В начале 1840-х годов город был переименован в Берни, в честь Уильяма Берни (William Burnie), директора Van Diemen's Land Company.

## Население
Согласно переписи населения 2016 года, население Берни (включая Сомерсет) составляло 19 385 человек, 47,8 % мужчин и 52,2 % женщин. Средний возраст жителей Берни составлял 41 год.
| 1996   | 2001   | 2006   | 2011   | 2016   |
| ------ | ------ | ------ | ------ | ------ |
| 19 134 | 18 064 | 19 160 | 19 819 | 19 385 |

## Транспорт
Через Берни проходит автомобильная дорога   Басс-Хайвей (Bass Highway), соединяющая его с другими городами на северном побережье Тасмании — 29 км до Алверстона, 48 км до Девонпорта и 147 км до Лонсестона.
Аэропорт Берни находится примерно в 20 км западнее центральной части города, у небольшого города Уиньярд, и поэтому его иногда называют аэропортом Берни—Уиньярд (Burnie Wynyard Airport). Авиакомпания Regional Express Airlines выполняет полёты из Берни в Мельбурн (в расписании 2011 года указаны 4 полёта в день).

## Климат

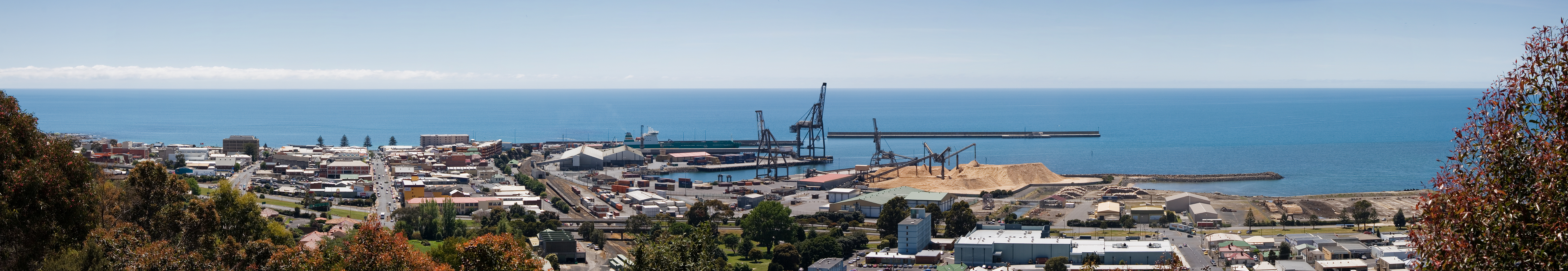
Вид на центральную часть и порт города Берни

| Показатель                                | Янв. | Фев. | Март | Апр. | Май  | Июнь  | Июль  | Авг.  | Сен. | Окт. | Нояб. | Дек. | Год   |
| ----------------------------------------- | ---- | ---- | ---- | ---- | ---- | ----- | ----- | ----- | ---- | ---- | ----- | ---- | ----- |
| Абсолютный максимум, °C                   | 33,8 | 31,0 | 28,9 | 26,2 | 24,0 | 18,8  | 18,3  | 18,9  | 22,4 | 27,6 | 31,5  | 31,2 | 33,8  |
| Средний суточный максимум, °C             | 21,0 | 21,2 | 20,0 | 17,7 | 15,3 | 13,5  | 12,7  | 13,1  | 14,3 | 15,9 | 17,8  | 19,4 | 16,8  |
| Средний суточный минимум, °C              | 12,6 | 13,3 | 12,0 | 10,0 | 8,3  | 6,7   | 5,9   | 6,1   | 6,8  | 8,0  | 9,7   | 11,1 | 9,2   |
| Абсолютный минимум, °C                    | 2,8  | 3,9  | 3,5  | 0,5  | 0,0  | −1,1  | −1,7  | −2    | 0,0  | −0,8 | 1,0   | 2,9  | −2    |
| Норма осадков, мм                         | 44,6 | 44,6 | 51,3 | 74,6 | 92,6 | 102,4 | 122,8 | 110,3 | 88,0 | 84,8 | 68,7  | 63,5 | 949,1 |
| Источник: Австралийское бюро метеорологии |      |      |      |      |      |       |       |       |      |      |       |      |       |